# Правешки манастир
Правешкият манастир „Свети Теодор Тирон“ е български православен манастир.Там има много добро отче , помага и казва ,че за лек пари се не взимат .

## Местоположение
Намира се на около 2 – 3 километра от Правец по пътя за Етрополе, в пределите на Етрополския дял на Стара планина. На юг от него се намира Било планина, а на север – проломът на река Витомерица. Манастирът е малък и винаги е бил в сянката на Етрополския манастир, отстоящ на около 10 километра. Манастирът е част от архиерейско наместничество Ботевград на Ловчанска епархия на Българска православна църква.

## История
В древността на мястото на правешкия манастир е имало тракийско светилище. Предполага се, че християнската обител възниква по времето на Асен и Петър. Известно е, че по времето на османското господство манастирът е обект на две по-големи нападения – от еничари през 1636 г. и от кърджалии през XVIII век, когато е напълно унищожен. Възстановен е през 1866 г. с дарения на заможни жители на областта. В периода от Освобождението до Втората световна война манастирът функционира като женски метох. Оттогава датира и магерницата, която днес е дом на отеца, който служи в манастира.
През 2006 и 2007 г. манастирът е основно ремонтиран и стенописите в черквата са реставрирани.

## Архитектура
В архитектурно отношение, правешкият манастир се състои от две сгради: църква и монашеска обител със седем стаи. Църквата „Свети Теодор Тирон“ представлява масивна каменна сграда с три обемисти апсиди. Иконостасът е дело на зографи от Тетевенската школа, като по-специален интерес представлява иконата на Свети Георги Победоносец от 1869 г. Иконата на храмовия светец Теодор Тирон е почти изцяло унищожена. Барелефи на орли и руска сребърна монета украсяват предната фасада на църквата от двете страни на входа.